# Susanne Moberg
Susanne Moberg, född 13 februari 1986 i Tomelilla kommun, svensk fotbollsspelare, forward.
Moberg har skrivit kontrakt med Kristianstads DFF till och med 2011. Hon har även spelat i det svenska landslaget.

## Klubbar
- Kristianstads DFF
- Onslunda IF (moderklubb)

## Meriter
- 3 U21/23 landskamper
- 12 F19 landskamper
- 9 F17 landskamper